# Niecki (Piastów)
Niecki – dawna kolonia i folwark, obecnie w granicach miasta Piastowa, w województwie mazowieckim, w powiecie pruszkowskim. Jeden z prekursorów współczenego miasta, w północnej jego części.
Niecki powstały jako folwark dóbr Gołąbki w parafii Pęcice w odległości 8 km od Warszawy. Należał od 1867 do gminy Pruszków w powiecie warszawskim w guberni warszawskiej. W 1827 roku miał 15 mieszkańców i 74 mórg obszaru. Leżały między Żdżarami a Gołąbkami.
W okresie międzywojennym Niecki należały do gminy Skorosze powiatu warszawskiego w woj. warszawskim. W 1921 roku liczba mieszkańców kolonii wynosiła 69 (30 mężczyzn i 39 kobiet), a folwarku 7 (3 mężczyzn i 4 kobiety).
1 kwietnia 1930 Niecki weszły w skład nowo utworzonej wiejskiej gminy Piastów. 20 października 1933 folwark Niecki wszedł w skład gromady Piastów Południe, a osada i kolonia Niecki w skład gromady Piastów Północw granicach gminy Piastów.
Po wojnie zachowały przynależność administracyjną. 1 lipca 1952 zniesiono gminę Piastów nadając jej status miasta, w związku z czym Niecki stały się integralną częścią Piastowa; jednocześnie nowe miasto Piastów weszło w skład nowo utworzonego powiatu pruszkowskiego. Z czasem nazwa Niecki wyszła z użytku.